# Contea di Wilkinson (Georgia)
La contea di Wilkinson (in inglese Wilkinson County) è una contea dello Stato della Georgia, negli Stati Uniti. La popolazione al censimento del 2000 era di 10 220 abitanti. Il capoluogo di contea è Irwinton.